# Нижній Стан (Тунгокоченський район)
Нижній Стан (рос. Нижний Стан) — село у складі Тунгокоченського району Забайкальського краю, Росія. Адміністративний центр Нижньостанського сільського поселення.

## Населення
Населення — 645 осіб (2010; 695 у 2002).
Національний склад (станом на 2002 рік):
- росіяни — 98 %